# Troponin
Troponin là một protein.

## Cấu trúc
Nó gồm 3 tiểu đơn vị: Troponin I, Troponin T và Troponin C. 
Trong cơ của động vật: 
- Troponin I có ái lực mạnh với các actin
- Troponin T có ái lực với tropomyosin
- Troponin C có ái lực với ion Ca++.

## Chức năng trong cơ
Phức hợp Troponin có chức năng gắn tropomyosin vào actin. Ái lực của troponin với ion Ca++ sẽ khởi động lại quá trình co cơ.

## Ứng dụng y học
Khi tế bào cơ bị hủy, chất troponin sẽ tiết vào máu. Mức tăng nồng độ troponin dùng để xét nghiệm và chẩn đoán một số bệnh. Điển hình nhất là bệnh nhồi máu cơ tim.